# Фассен, Дидье
Дидье Фассен (Didier Fassin; род. 30 августа 1955, Жювизи-сюр-Орж) — французский антрополог, социолог и врач. Доктор медицины (1982) и доктор философии (1988), профессор Коллеж де Франс (с 2022), где занимает кафедру моральных вопросов и социальных проблем в современных обществах, а также именной профессор (James D. Wolfensohn Professor) социальных наук в Институте передовых исследований в Принстоне (с 2009) и директор по исследованиям в Высшей школе социальных наук в Париже (с 1999). Экс-профессор Университета Париж-Север.
Экс-вице-президент организации «Врачи без границ».
Член Американского философского общества (2022) и Academia Europaea (2021).
Лауреат Золотой медали от Swedish Society for Anthropology and Geography (2016). Развивает область критической моральной антропологии.

## Биография
Вырос в рабочей семье в парижском пригороде. В детстве хотел стать писателем.
Решил изучать медицину после того, как увидел по телевидению репортаж «о войне в Бангладеш в 1971 году, о гуманитарной катастрофе». Как отмечалось в Tages-Anzeiger: «Работа во французском госпитале вскоре перестала его удовлетворять. Он вызвался добровольцем в лазарет в трущобах индийской Калькутты. „Это был шок… Я мог помочь только одному человеку за раз, и после короткого времени на улице люди снова были близки к смерти“. Это очень отрезвляло и пробуждало в нем желание бороться с бедностью в корне». В связи с чем Фассен переключился на общественное здравоохранение. «Его все чаще призывали понять [себя] социальные структуры, стоящие за бедностью. „Я не всегда хотел иметь дело с последствиями, но хотел добраться до причин“» (Tages-Anzeiger, 2018).
Докторскую степень по медицине получил в Университете Пьера и Марии Кюри, затем получил магистерские степени по антропологии (Университет Париж Декарт, 1985) и эпидемологии (Университет Париж-юг XI, 1986). В EHESS получит докторат по социальным наукам (науч. рук-ль — Жорж Баландье), в 1994 в Университете Пьера и Марии Кюри хабилитируется в области здравоохранения, а в 1995 в EHESS — в области социальных наук. С 1991 ассоциированный, с 1997 профессор социологии, в 2007—2009 экстраординарный, Университета Париж-север XIII. Директор-основатель IRIS.
Первоначально проводил исследования в области медицинской антропологии, уделяя особое внимание вопросам власти и неравенства.
Проводил обширные исследования в Сенегале (городской медицины), Южной Африке (опыта СПИДа и политики по проблеме), Эквадоре (женского здоровья) и Франции.
Часто выступает в СМИ и перед широкой аудиторией. 15 лет состоял в Научном совете города Парижа. Член Национального консультативного комитета по этике в области медицинских наук.
Стал первым ученым в области социальных наук, удостоившимся премии Nomis Distinguished Scientist Award (2018).
Удостоился почетных докторских степеней Льежского университета и Свободного университета Брюсселя.
Женат, супруга Anne-Claire Defossez работает социологом в Принстоне; у них пятеро взрослых детей.
Автор 23 книг, переведенных на девять языков.
Автор книги «Сила порядка». Свою книгу «Жизнь, критическое руководство по эксплуатации» посвятил супруге.
Писал для The New York Times, The London Review of Books, The Guardian, Die Frankfurter Allgemeine Zeitung, Le Monde, Libération. Его первая статья-мнение «Государство и нелегалы» была опубликована в Le Monde в 1996 году.
Отмечал, что при написании своей работы Prison Worlds вдохновлялся «Записками из мертвого дома» Достоевского.